# Frösunda distrikt
Frösunda distrikt är ett distrikt i Vallentuna kommun och Stockholms län. 
Distriktet ligger i norra delen av kommunen.

## Tidigare administrativ tillhörighet
Distriktet inrättades 2016 och utgörs av socknen Frösunda i Vallentuna kommun.
Området motsvarar den omfattning Frösunda församling hade vid årsskiftet 1999/2000.